# Стар Бешенов
 Тази статия е за селото в Румъния.  За общината вижте Стар Бешенов (община).  
Стар Бешенов (на румънски: Dudeştii Vechi, на банатски български: Stár Bišnov, Стар Бишнов, на унгарски: Óbesenyő; на немски: Altbeschenowa) е село в окръг Тимиш, Румъния. Населението на селото е съставено предимно от банатски българи.

## История
Районът около Бешенов разполага с богато археологическо наследство. В землището на селото са доказани археологически обекти, които свидетелстват за непрекъснато заселване от времето на неолита. Важни археологически обекти са Дечовата могила (Movila lui Deciov), непосредствено до северния изход на селото, на пътя за Кеглевич, и Букова Пуста IV, между Бешенов и Сънниколау Маре. 
Първите писмени свидетелства за селото са от 1213 година. Самото име Бешенов произлиза от унгарското наименование на печенегите, които вероятно са населявали района след XI век. По време на Османското владичество над Банат районът на Бешенов е бил рядко заселен.
През пролетта на 1738 година павликянските българи, бягащи от гоненията на османците, получават правото от австрийските власти да се заселят в местността Бешенов, днес село Стар Бешенов. Въпреки че по-късно общинското землище достига 15 390 ланца (около 89 000) декара, високият демографски ръст периодично води до разселвания на жителите на Бешенов. Преселници от Бешенов заселват селата Модош (1779, днес Яша Томич), Канак (1820, днес Конак), Барацхаза (1820, днес Стари лец), Елизенхайм/Ержебетлак (1825, днес Бело блато), Брещя (1842), Дента (1842), Болгартелеп (1846, днес Колония булгара), Гюргево (днес Скореновац), Иваново и Рогендорф (1842, днес Банатски двор).
През август 2013 година Стар Бешенов празнува 275 години от основаването си. На 15 август е открит новият стадион на „ФК Победа“ „Христо Стоичков Арена“, лично от българската футболна звезда Христо Стоичков, който става почетен гражданин на Стар Бешенов.

## Население
Според преброяването от 2011 година, населението е спаднало на 4203 души.

## Политика
Общинският съвет на община Стар Бешенов се състои от 15 души, 6 от Съюз на българите в Банат.

Заместник-кмет е Антон Петков. Местният съвет се състои от 15 членове, разпределени, както следва 
| Общински съвет                     | Общински съвет                     | Общински съвет | Общински съвет | Общински съвет |
| ---------------------------------- | ---------------------------------- | -------------- | -------------- | -------------- |
| Партия                             |                                    |                | Проценти       |                |
| Съюз на българите в Банат Румъния  | Съюз на българите в Банат Румъния  |                | 35%            | 35%            |
| Съюз на истината и справедливостта | Съюз на истината и справедливостта |                | 34%            | 34%            |
| Социалдемократическа партия        | Социалдемократическа партия        |                | 20%            | 20%            |
| Консервативна партия(PUR)          | Консервативна партия(PUR)          |                | 11%            | 11%            |

| №  | Име          | Период                         | Партия                             | Мандат       |
| 1. | ?            | 30 декември 1947 – 8 март 1988 | Румънска комунистическа партия     |              |
| 2. | ?            | 8 март 1988 – 1996             | FSN                                |              |
| 3. | ?            | 1996 – 1999                    | PNȚCD                              |              |
| 4. | ?            | 1999 – 2002                    | СДП                                |              |
| 5. | ?            | 2003 – 2005                    | Съюз на истината и справедливостта |              |
| 6. | Георги Наков | 2005 – 2016                    | Съюз на българите в Банат Румъния  | трети мандат |
| 7. | Боно Кукалан | 2016 – сега                    | Народнолиберална партия            |              |